# フレート・ジノヴァツ
フレート・ジノヴァツ（Fred Sinowatz、1929年2月5日 - 2008年8月11日）は、オーストリアの政治家。オーストリア社会民主党（SPÖ）に所属した。1983年5月24日から1986年6月16日までオーストリアの首相を務めた。

## 経歴
ブルゲンラント州ノイフェルト・アン・デア・ライタ出身。1970年から1983年までのブルーノ・クライスキー内閣では教育相を務め、1981年からは副首相も兼任した。彼はクライスキーの後任として1983年から連邦首相とSPÖ党首を務めた。
ジノヴァツは1986年の大統領選挙でクルト・ヴァルトハイムがオーストリアの大統領に選出されると、ヴァルトハイムがナチ高官だったという過去に関する論争が元で首相を辞任した。後任はフランツ・ヴラニツキーだった。
1988年にはSPÖ党首を辞任し、政界を引退した。